# Formiguer fuliginós
El formiguer fuliginós (Percnostola fortis) és una espècie d'ocell de la família dels tamnofílids (Thamnophilidae).
Habita el sotabosc de la selva pluvial de les terres baixes fins als 500 m, del sud-est de Colòmbia, est del Perú, nord de Bolívia i oest amazònic del Brasil.